# جو ديفلن (لاعب كرة قدم)
جو ديفلن (بالإنجليزية: Joe Devlin)‏ هو لاعب كرة قدم بريطاني في مركز نصف الجناح، ولد في 12 مارس 1931 في كليلاند ‏ في المملكة المتحدة. لعب مع نادي أكرينغتون ستانلي ونادي ألبيون روفرز ونادي برادفورد بارك أفنيو ونادي روتشديل ونادي فالكيرك ونادي كارلايل يونايتد.